# Réti Szilvia
Réti Szilvia (Budapest, 1955. december 1. –) magyar színésznő.

## Életpályája
A Szilágyi Erzsébet Gimnáziumban érettségizett 1974-ben. Művészi pályáját a  KISZ Központi Művészegyüttesében kezdte, majd a 25. Színház Stúdióját végezte el. 1977-től a Népszínháznak illetve jogutódjának a Budapesti Kamaraszínháznak volt tagja. 1993-tól a nyíregyházi Móricz Zsigmond Színházban játszott. Vendégként fellépett a Lencse Színpad előadásain és Karinthy Színházban is. 2011-től rendszeresen szinkronizál.

## Fontosabb színházi szerepei
- Friedrich Dürrenmatt: Ötödik Frank...Frieda Fürst
- Szigligeti Ede: Liliomfi...Erzsike
- Valentyin Petrovics Katajev: A kör négyszögesítése...Ludmilla
- Alekszej Nyikolajevics Arbuzov: Egy szerelem története (Irkutszki történet)...
- Hubay Miklós: Lélegzetvisszafolytva...lány
- Romhányi József – Horusitzky Zoltán: Csipkerózsika...Csipkerózsika
- Benedek András – Kocsár Miklós: Csudakarikás...Juliska
- Marc Camoletti: Boldog születésnapot...Brigitte 2.
- Krúdy Gyula: A vörös postakocsi...Tizenhárom Sári
- Bíró Lajos Sárga liliom...Judit
- Tersánszky Józsi Jenő: Kakuk Marci szerencséje...Szobalány
- Gárdonyi Géza: A láthatatlan ember avagy Zéta története...szereplő
- Hernádi Gyula: Bajcsy-Zsilinszky Endre...Mária
- Tabi László: A tettes ismeretlen (Enyhítő körülmény)...Panni
- Fejes Endre – Presser Gábor – Sztevanovity Dusán: Jó estét nyár, jó estét szerelem...Veronika
- Örkény István: Tóték...Ágika
- Bródy Sándor: A tanítónő...Tóth Flóra; Kis Judit
- Molnár Ferenc: Úri divat...Adél, Juhász Péter felesége
- Tamási Áron: Csalóka szivárvány...Aba, Samu bácsi félárva unokája
- Gyárfás Miklós: Egérút...Karola, vidéki lány és szocialista tündér
- Gyárfás Endre: Márkus mester ezermester...Mókus
- Hernádi Gyula: Bajcsy-Zsilinszki Endre...Bende Mária
- Pancso Pancsev: A négy süveg...Bonka
- Csingiz Ajtmatov: A kisfiúnak két meséje volt, az egyik csak az övé, a másik pedig, amit a nagyapjától hallott; aztán nem maradt egy meséje sem...szereplő
- Békés Pál – Mikó István: Egy kis térzene...Maripen
- Békés Pál: Kardhercegnő...Akilla, teljes nevén Akácillat, IV. Akácius lánya
- Timár György: Pártfogoltak...Rendek Rita, László menyasszonya
- Jász István – Forgács Péter: Turcsi Vilcsi barátai...Turcsi Vilcsi
- Babay József – Buday Dénes: Három szegény szabólegény...Selyem Péter
- Gianni Rodari – Malgot István: Hagymácska különös kalandjai...szereplő
- Thomas Bernhard: A színházcsináló...Sarah, Brusconék lánya
- Robert Harley: Ismerősök...Truvy
- Gerhart Gerhart: A bunda...Motesné
- Roger O. Hirson – Stephen Schwartz: Pippin...szereplő
- Ábrahám Pál: Bál a Savoyban...La Tangolita
- Remenyik Zsigmond: Vén Európa Hotel...Anna
- Remenyik Zsigmond Pokoli disznótor...Második komaasszony
- Zágon István – Nóti Károly – Eisemann Mihály: Hippolyt a lakáj...Mimi
- Botho Strauß: A viszontlátás trilógiája...Johanna
- Szabó Tünde: A hóhér kötele...Erzsébet
- Fodor László: Érettségi...Walter Emma
- Fodor László – Lakatos László: Kasszasiker avagy kapom a bankot...Knabl Sarolta, gépírónő
- Szász Péter – Verebes István – Aldobolyi Nagy György: Whisky esővízzel...Viczián Aliz (aki egy vizuális fenomén)

## Filmek, tv
- Vereség (1980)
- Védtelen utazók (1981)
- Nyolc évszak (sorozat) 3. rész (1987)
- Sivatagi nemzedék (1991)
- A rózsa vére (1998)
- Apám beájulna (2007)
- Fej vagy írás (2005)
- Pál Adrienn  (2010)
- Rossz versek (2018)
- …a szomszéd tehene (2024)

## Díjai, elismerései
- Megyei díjak
- Nívódíjak